# Hemigrammus pulcher
Cá Tetra ngọc thanh lựu (Danh pháp khoa học: Hemigrammus pulcher) là một loài cá nhỏ trong họ Characidae thuộc bộ cá chép mỡ Characiformes. Trong tự nhiên, chúng phân bố ở gần vùng Iquitos ở vùng rừng Amazon thuộc Peru và cũng hiện diện ở Brazil và Colombia. Loài này có vẻ đẹp ở cuối đuôi của chúng, chúng thường sống trong nhóm khoảng 6 cá thể. Trong nuôi nhốt, dù chúng dễ nuôi nhưng khó nhân giống, cá bố mẹ có thể ăn trứng của chính chúng, ngoài ra khi nuôi, chúng đòi hỏi thức ăn có chất lượng cao.